# Escoles Municipals (Sidamon)
Escoles Municipals és una obra de Sidamon (Pla d'Urgell) inclosa a l'Inventari del Patrimoni Arquitectònic de Catalunya.

## Descripció
Originàriament l'edifici és una planta baixa d'una sola nau, amb una prolongació pel darrere destinada a serveis. L'estructura, de maó, és molt senzilla donant gran importància a la llum, fent grans finestrals. L'absència de decoració comença a indicar un cert racionalisme arquitectònic.

## Història
Davant la necessitat d'habitació pels mestres s'afegí un habitatge l'any 1958.